# Театр тіней

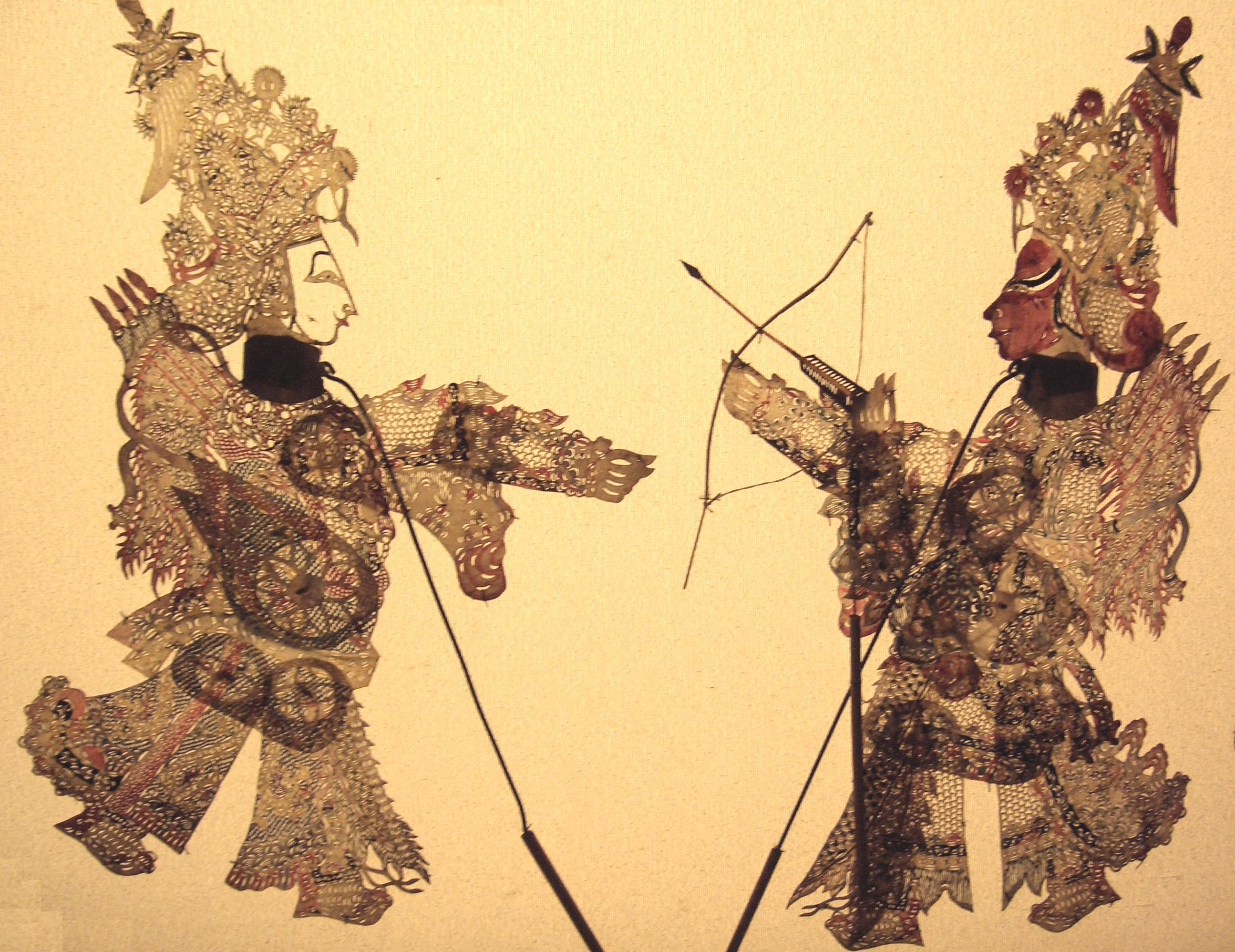
Ляльки китайського театру тіней.

Теа́тр тіне́й — форма візуального мистецтва, що зародилася в Азії більш як 1500 років тому.
Театр тіней використовує великий напівпрозорий екран і кольорові плоскі маріонетки, якими керують на тонких паличках. Маріонеток доторкають до екрану ззаду і вони стають видимими для глядача.
Назва Театр тіней не зовсім коректна — ніяких тіней на екрані не видно, а видно тільки темні фігури маріонеток за екраном.
Специфіка театру, його естетика, а тема варіюється в залежності від традицій.
Маріонетки традиційно виготовляють з тонкої прозорої шкіри (наприклад, козлиної чи верблюжої), паперу чи картону. Можуть бути як твердими цілісними, так і гнучкими, що складаються з декількох частин, рухомо або нерухомо з'єднаних між собою. Фігурками керують за допомогою бамбукових, дерев'яних чи металевих паличок.
До другого тисячоліття, театр тіней мав широку популярність в Китаї та Індії. З військом Чингісхана поширився також в інших регіонах Азії. Найвищої форми у Туреччині досяг в XVI ст., був популярним в Османській Імперії. 1767 року, з Китаю техніка театру тіней була привезена на батьківщину французьким місіонером Жюлем Алодом. 1776 року вона стала відомою у Великій Британії. Великий німецький поет Гете цікавився цим мистецтвом, а в 1774 році сам влаштував свою презентацію.
Сьогодні серед колекціонерів високо цінуються ажурно виготовлені шкіряні маріонетки, а самому театру тіней загрожує знищення.
У наш час театр тіней найпоширеніший в Індонезії.

## Історія виникнення

### Китай

#### Материковий Китай
Театр тіней виник у час правління в Китаї династії Хань, коли одна з коханих наложниць імператора Ву Хань померла від хвороби. Імператор був спустошений і викликав працівників суду, щоб вони повернули його кохану до життя. Працівники відтворили силует наложниці зі шкіри осла. Її поєднання були анімовані за допомогою 11 окремих шматків шкіри, та прикрашені розписаним одягом. Використовуючи масляну лампу, вони примусили тінь наложниці рухатися, тим самим повертаючи її до життя.
Театр тіней став доволі популярним під час правління династії Сунь, адже у цей час на свята ставили багато вистав театру тіней. Протягом правління династії Мінь у Пекіні існувало від 40 до 50 труп театру тіней, які виступали поодинці. У ХІІІ столітті театр тіней став постійним явищем у казармах військ Монголії, вистави робили заради розваги та відпочинку. Театр тіней був поширеним завойовниками-монголами у віддалених країнах, таких як Персія, Аравія і Туреччина. Пізніше, він набув поширення в інших країнах Південно-Східної Азії.
Найбільш ранні екрани театру тіней були зроблені з тутового паперу. Оповідачі зазвичай використовували мистецтво театру тіней, щоб розповісти про події війн між різними королівствами або історії буддійських джерел.
Сьогодні ляльки, зроблені зі шкіри, які пересувають за допомогою паличок, використовуються, щоб переповідати традиційні казки та міфи. У провінціях Ганьсу та Цзілінь вони ставляться у супроводі традиційної музики — основних форм сучасної опери.
Китайський театр тіней представлений у фільмі Чжан Імоу «Жити» (1994).

#### Тайвань
Витоки театру тіней в Тайвані можна прослідкувати від школи лялькового театру тіней Чаочоу. Загально знаний як шоу шкіряних мавп або шкіряне шоу, вистави театру тіней були популярними у Тайнані, Гаосуні та Піндуні на початку правління династії Цинь (1644—1911). Зрілі ляльковики цінять те, що на завершення правління династії Цинь у південному Тайвані існувало близько сотні труп театру тіней. Традиційно, лялькові фігури, розміром від 8 до 12 дюймів, декорації сцени та реквізит, такий як меблі, декорації природи, пагоди, зали і рослини, вирізані зі шкіри.
Театр тіней базується на світлі, що проникає крізь напівпрозорий лист тканини, а «тіні» це справжні силуети, які видні аудиторії у профіль або фас. Тайванський театр тіней супроводжується мелодіями Чаочоу, які ще часто називають «мелодії священика», у зв'язку з їх схожістю із мелодіями, що використовуються на похоронах даоських священиків. Великий репертуар, який складається з близько 300 сценаріїв південної школи драми, використовуваних у виставах театру тіней, починаючи з XIV—XV століть, зберігся на Тайвані та вважається безцінним культурним надбанням.

### Франція
Театр тіней набув поширення у Європі у середині XVIII століття, коли французькі місіонери в Китаї привезли його до Франції у 1767 та почали робити вистави у Парижі та Марселі, викликаючи цим багато шуму. З часом, Ombres chinoises (французькою «Китайські тіні») з місцевими змінами та прикрасами став «Французькими тінями» (Ombres françaises) і вкоренився в країні.
Театр тіней був популярною розвагою у Парижі впродовж XIX століття, особливо у відомих нічних клубах округа Монмартр. Ляльковик Домінік Серафен першим представив публіці виставу театру тіней у Парижі у 1776 та у Версалі у 1781.
Кабаре Le Chat noir («Чорний кіт») підготувало ряд популярних шоу «Китайських тіней» у 1880-х, організований митцем Генрі Рів'єром, із використанням 20 асистентів та великої киснево-водневої підсвічуваної площі. «Тіні» перетворилися на численні театральні постановки та мали великий вплив на фантасмагорію.

### Індія
Сунул Чакраборті заявила, що давнє індійське мистецтво оповідання за допомогою картинок бере свої витоки із цивілізації Хараппан. Декілька Хараппанських ущелин показують давні індійські народні казки в прогресії сцен. Ці археологічні знахідки (народного малярства в Бенгалії) доводять, що мистецтво існувало в Індії до приходу аріїв. Сучасні індійські імена для різних форм мистецтва: Killekyata, Killikets (ці два для позначення так само форм театру тіней), citrakathi, c[h]itrakar, patua, patidar, pat, par, para тощо. Іх давні імена: yamapattaka, mankha, maskari, та saubhika. Існує, однак, відсутність згоди про значення слова «saubhika», яке згадується у давніх текстах, хоча більшість учених вважають, що значення цього слова «картина артиста» або «гравець тіні».

### Індонезія
Ляльковий театр тіней в Індонезії називається Wayang kulit і є дуже популярним на Ява та Балі. Термін походить від слова вайянг, яке буквально означає «тіні» або «уява» у розумінні яванців, а також — «дух». Слово «kulit» означає шкіра, адже матеріал, з якого виготовляються маріонетки — тонка буйволяча шкіра.
Вистави лялькового театру тіней на Ява супроводжуються гамеланом. На Балі він знаний як вайянг куліт та традиційно триває до шостої ранку або до світанку. Повний склад трупи вайянг куліт включає в себе даланга (майстра маріонеток), найяга (гравців гамелана) та сіндену (жінку-хорову співачку). Деякі найяги — чоловіки-хорові співаки. Даланг (майстер маріонеток) грає вайянг за бавовняним екраном, освітленим гасовою лампою або сучасною галогенною лампою, створюючи візуальні ефекти, подібні до анімації. Пласка маріонетка має рухливі суглоби, які рухають руками, використовуючи стрижні, приєднані до маріонетки. Ручки стрижня виготовлені з різьбленого рога буйвола.
7 листопада 2003 ЮНЕСКО визнала вайянг куліт Індонезії як один з шедеврів усної та нематеріальної спадщини людства.

### Малайзія
У Малайзії ляльковий театр тіней також знаний як вайянг куліт. Малайською «вайянг» означає «тінь» або «уява», «куліт» — «шкіра» та стосується шкіри, з якої виготовлені лялькі. Історії, представлені театром тіней, це, як правило, міфічні та моральні казки. Існує повчальна мораль у п'єсі, яка зазвичай змальовує битви. Малайський театр тіней іноді вважають одним з найбільш ранніх прикладів анімації. Вайянг куліт у північних штатах Малайзії, таких як Келантан зазнає впливу та є подібним до тайського театру тіней, в той час як вайянг куліт південного малайського півострову, особливу Джохор, зазнає впливу яванського вайянг куліт. Маріонетки театру тіней Малайзії переважно виготовляються зі шкіри та є керованими паличками або ручками з буйволячого рога. Тіні створюються за допомогою використання гасової лампи або, в наш час, галогенного світла, на тлі бавовняної тканини.

### Камбоджа
Театр тіней також популярний у Камбоджі. Вистави тривають протягом священних храмових церемоній, в приватному порядку або для широкого кола глядачів у поселеннях. Вистава супроводжується грою оркестру Пінпіт (Pinpeat).

### Таїланд
Театр тіней у Таїланді називається Нанг Йяі, на півдні існує традиція називати його Нанг Талунг. Ляльки Нанг Йяі зазвичай виготовляються з волової шкіри та ротанга. Вистави супроводжуються поєднанням пісень та наспівів. Вистави у Таїланді були тимчасово припинені у 1960 через пожежу у національному театрі. Нанг драма вплинула на сучасний тайський кінематограф, в тому числі і на режисерів, таких як Черд Сунгсрі та Пайут Нгаокрачанг.

### Туреччина
Турецькі традиції театру тіней називаються Карагез та Хациват. Вони були поширені в Османській імперії та включала героїв, що представляли всі основні етнічні та соціальні групи тієї культури. Вистави проводилися одним майстром, який озвучував всіх персонажів та супроводжував виставу грою на бубні. Походження театру тіней неясне, можливо, він був отриманий від старої єгипетської традиції або з азійських джерел.
Впродовж XIX століття ці персонажі було адаптовані до грецької мови та культури, Карагез та Хациват перетворилися на Карагіозіс та Хаджиаватіс, а кожен з персонажів зображував стереотипні грецькі особистості. Ця традиція процвітає по всій Греції після здобуття нею незалежності як популярна розвага переважно для дорослої аудиторії, особливо перед змаганнями. Історії, однак, зберігають настрої останніх років існування Османської імперії. Театр Карагіозіс зазнав деякого пожвавлення в останні роки, його цільовою аудиторією є неповнолітні.

### Сучасна Україна
В Україні на 2016 рік в жанрі театру тіней працюють, як мінімум 5 колективів — Театр тіней «Див» зі Львова, театр тіней Fireflies з Чернігова, театр тіней Verba, театр тіней «Teulis» з Києва, театр тіней Delight та Естрадний театр «ШАРЖ» з Києва.